# Freibad auf der Mondseeinsel

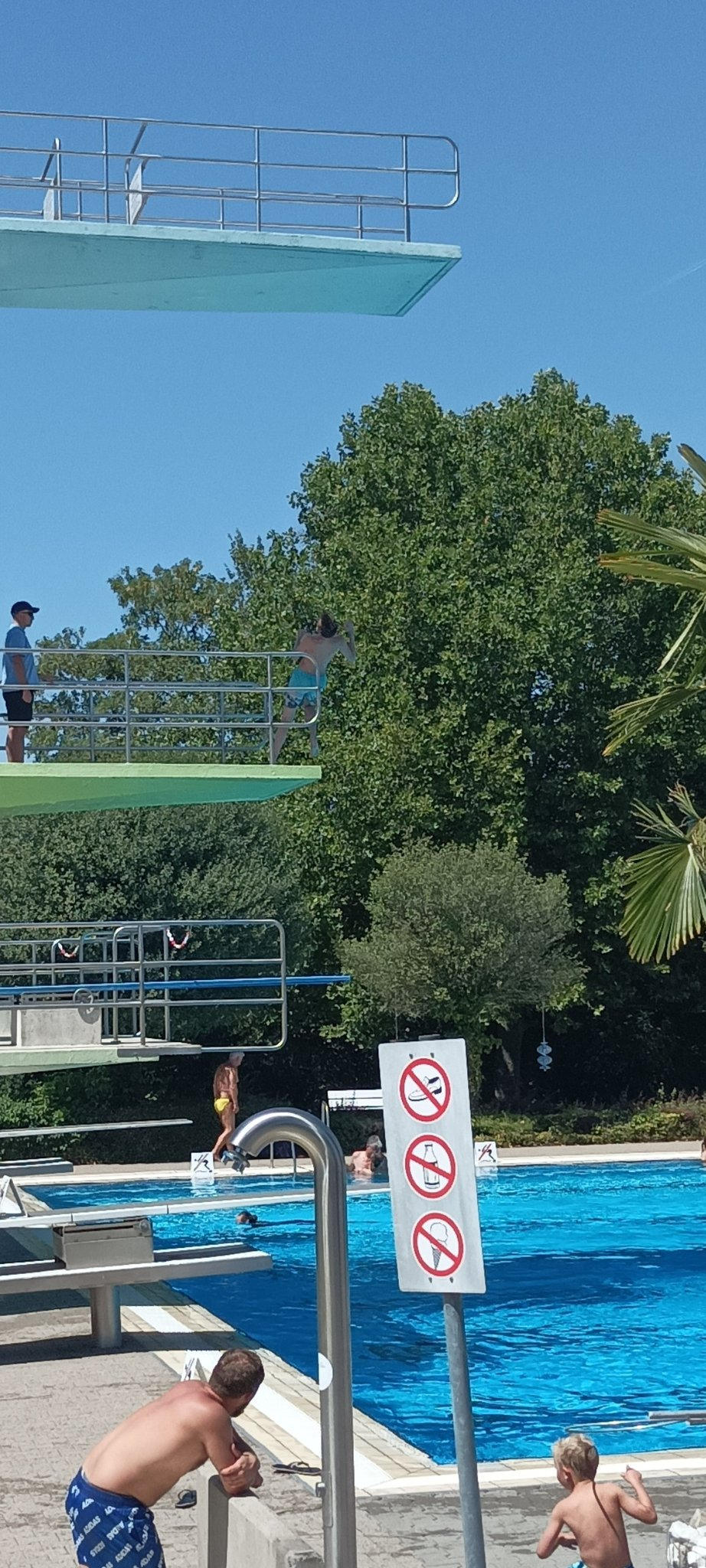
Plattformar för simhopp och bassäng vid badet, 2022.

Freibad auf der Mondseeinsel är sedan 1955 ett utomhusbad beläget på ön Mondsee i floden Main i centrala Kitzingen i Bayern. Förutom en 50-meters bassäng för simträning finns även hopptorn för simhoppsträning, med trampoliner från 1 och 3 meter, och plattformar från 5, 7 och 10 meters höjd. Denna del av badet är generellt inte öppen för barn under 15 år utan föräldrarnas närvaro. Men det finns även ett äventyrsbad för de yngre med bland annat en 80 meter lång vattenrutschkana, beläget på den norra delen av anläggningen. Utöver simningen finns det en bar och restaurang, en större park och möjlighet att hyra solstolar på ön.
Badet håller generellt öppet mellan 09:00 och 20:00 men är stängt på söndagar, som brukligt i Bayern.
Mellan vintern 2023 och sommaren 2024 genomgick badet en större renovering. Kostnaden för renoveringen uppskattas till 4,2 miljoner euro Öppningsdatumet har flyttats fram flera gånger, först från 1 juni till 8 juni och senare till juli 2024.